# Ornithogale d'Arabie
Ornithogalum arabicum
Espèce
Classification APG III (2009)
L’ornithogale d’Arabie (Ornithogalum arabicum) est une plante vivace bulbeuse appartenant à la famille des Liliaceae dans la classification classique de Cronquist (1981). Cette plante qui pousse autour du bassin méditerranéen mais aussi dans le sud-est de la France et en Corse où elle est considérée comme plante rare et est protégée, a une prédilection pour les terrains sableux, secs et rocailleux.

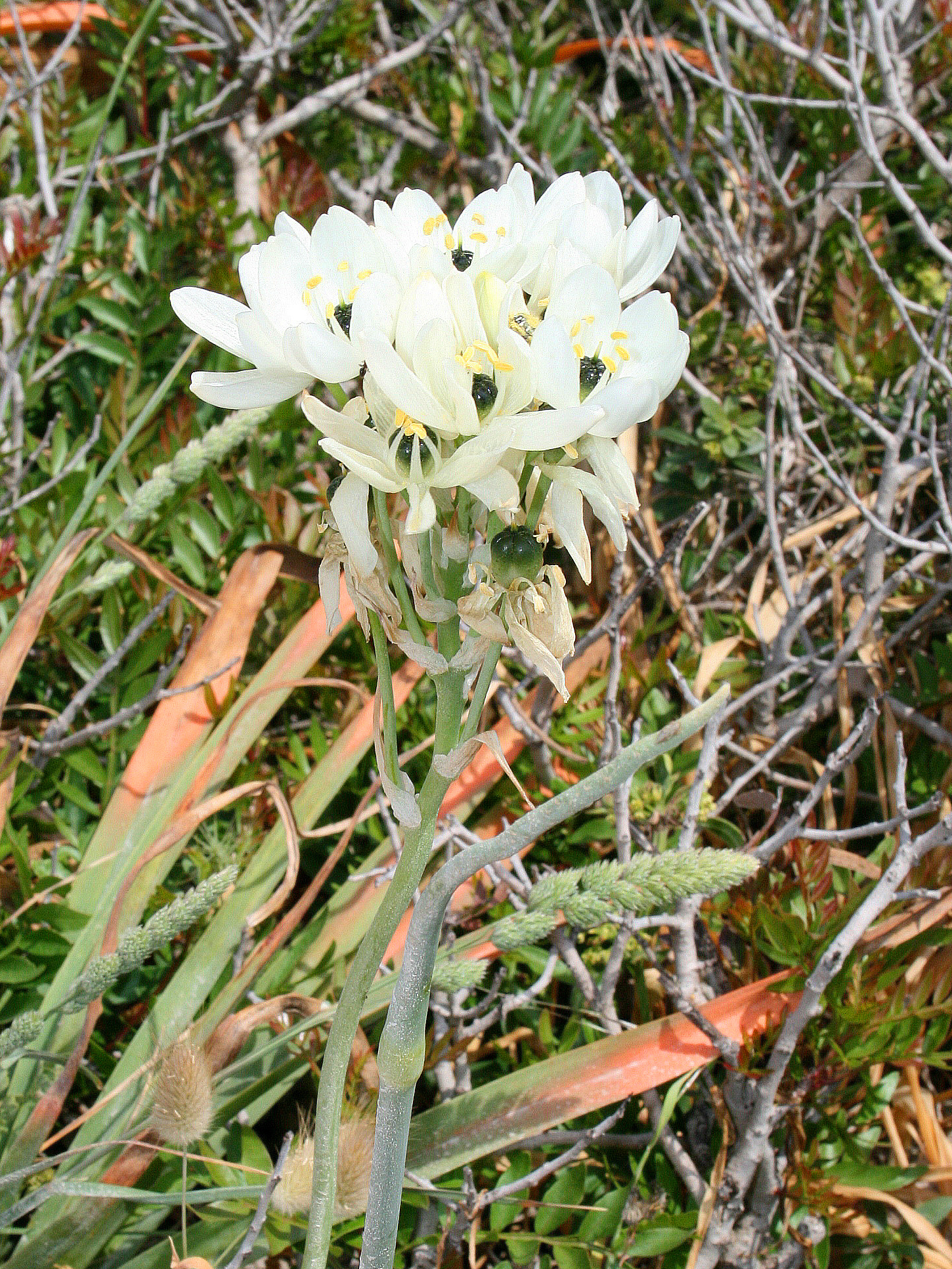
Ornithogale d’Arabie

## Description
Le feuillage des ornithogales d’Arabie se présente sous la forme d'une rosette de feuilles radicales, étroites et linéaires, à extrémité pointue. De cette rosette émerge une tige nue d'une quarantaine de centimètres portant une hampe florale. Les fleurs, groupées en grappes, fleurissent du bas vers le haut. La corolle est formée de six pétales blancs devenant légèrement jaunâtres en vieillissant. Les six longues étamines, à filet blanc, portent des anthères orange. La floraison a lieu de mai à juillet selon la localisation. Les fruits sont des capsules oblongues, vertes, ressemblant à des petites drupes.

## Confusion
Désignée en France sous le nom poétique d'étoile de Bethléem (en anglais star of Bethlehem), elle est parfois confondue avec l'ornithogale en ombelle.
Etoile de Bethléem, en français, désigne l'ornithogale d'Arabie (Ornithogalum arabicum) alors qu'en anglais la traduction de garden star-of-Bethlehem ou star of Bethlehem est couramment utilisé comme nom vernaculaire désignant non seulement Ornithogalum umbellatum mais également un certain nombre d'espèce du genre Ornithogalum.
Etoile de Bethléem désigne également une autre espèce: Hippobroma longiflora. Comme il porte à confusion pour les botanistes, c'est un nom vernaculaire qui n'est pas recommandé, bien qu'usité.